# Mężenino-Węgłowice
Mężenino-Węgłowice – wieś sołecka w Polsce położona w województwie mazowieckim, w powiecie ciechanowskim, w gminie Sońsk.
| SIMC    | Nazwa           | Rodzaj    |
| ------- | --------------- | --------- |
| 1054239 | Mężenino-Kłoski | część wsi |

W latach 1975–1998 miejscowość administracyjnie należała do województwa ciechanowskiego.
Niewielka miejscowość położona niedaleko Sońska. Przez miejscowość tę przepływa rzeka Sona. Mieszkańcy wsi trudnią się głównie rolnictwem.
Miejscowość ta graniczy z miejscowościami: Olszewka, Nasierowo-Dziurawieniec i Ciemniewko.

## Historia nazwy
Na początku XV wieku Adam z Kowalewic oraz Jan syn Andrzeja Wągla z Kargoszyna oraz Anna, córka owego Andrzeja Wągla z Kargoszyna, 20 włók nad rzeką Łabną sprzedaja za 30 kop groszy Maciejowi i Sciborowi de Czernice. W 1471 r. książę Janusz II zezwolił Maciejowi z Kargoszyna na wybudowanie młyna. W tym czasie wieś Kargoszyn w ziemi ciechanowskiej zmienia nazwę. W 1489 roku w aktach Diecezji Płockiej odnotowany jest nob. Andreas de Waglewycze, w księgach grodzkich ciechanowskich zaś "n. Marcin de Cargasino alias Vanglewicze". Pod koniec XV wieku XIV-wieczne Gałązki, Kargoszyn i część Nasierowa utworzył jedną wieś Mężenino-Węglowice